# Rua da Matriz
Rua da Matriz é uma série produzida e exibida pela TV Globo de 26 de abril (dia da inauguração da emissora) a 4 de junho de 1965, às 18h30. A série é inspirada em Coronation Street, soap opera de sucesso na televisão britânica durante as décadas de 60 e 70. A minissérie foi escrita por Lygia Nunes, Hélio Tys e Moysés Weltman, e teve direção de Graça Mello.
A série foi inspirada em Coronation Street, seriado de sucesso na televisão inglesa durante as décadas de 60 e 70.

## Lista de episódios
| Num. | Título                | Autoria        | Exibição                                  |
| ---- | --------------------- | -------------- | ----------------------------------------- |
| 1    | O Batismo             | Lygia Nunes    | 26 de abril de 1965 - 30 de abril de 1965 |
| 2    | O Silêncio do Realejo | Moysés Weltman | 3 de maio de 1965 - 7 de maio de 1965     |
| 3    | O Desquite            | Lygia Nunes    | 10 de maio de 1965 - 14 de maio de 1965   |
| 4    | O Picolé              | Lygia Nunes    | 17 de maio de 1965 - 21 de maio de 1965   |
| 5    | Ação de Despejo       | Lygia Nunes    | 24 de maio de 1965 - 28 de maio de 1965   |
| 6    | Uma Mulher de Mentira | Hélio Thys     | 31 de maio de 1965 - 4 de junho de 1965   |

## Elenco
- Lafayette Galvão.... mecânico
- Miriam Pires.... mulher do mecânico
- Cláudia Martins.... filha do mecânico
- João Carlos Barroso - filho do mecânico
- Nestor de Montemar - motorista de táxi
- Milton Carneiro - inventor
- Jaime Costa -?
- Iracema de Alencar -?
- Milton Gonçalves -?